# Федорівка (Жмеринський район)
Фе́дорівка — село в Україні, у Мурафській сільській громаді Жмеринського району Вінницької області. Населення становить 728 осіб.
В селі розташовувався маєток Титуса Орликовського, який був зафіксований Наполеоном Ордою. Оригінал малюнку зберігається в Національному музеї у Кракові (Польща). Сьогодні маєток перетворено на костел.
Автор статті "Історія села" Гончар Тетяна Федорівна. 
Присвячується моєму сину Гончару Андрію Вікторовичу (2000-2023)

## Історія села

### Рання історія
У 2000 році розкопки працівників Вінницького краєзнавчого музею підтвердили достовірність існування на західній околиці сучасного села, вздовж лівого берега річки Мурафа, поселення передскіфського часу, що датується VІІІ- поч.  VІІ ст. до н.е. Тут були знайдені елементи сіро–коричневої, зрідка чорно–лощеної кераміки з валиками  і залишки глини зі стін жител. Праворуч від шляху, в пів кілометра південно–західніше села, на схилах плато вздовж долини струмка й лівого берега заплави  р.Мурафа було також знайдено уламки сіро–коричневої ліпної  і сірої гончарної кераміки, глиняна обмазана кераміка, останки кісток тварин, що вже датуються ІІІ – ІУ ст. нашої ери й відносяться до часів  так званої Черняхівської культури.
Матеріали розкопок підтверджують факт проживання тут давніх людей.
В 60-тих роках трактористи села виорали кам’яну плиту, яка, можливо, слугувала могильним каменем, а під нею лежала гомілкова кістка людини дуже великих розмірів. Ця знахідка ніким із спеціалістів тоді не була досліджена і її просто викинули, сама ця історія дійшла до сучасних істориків завдяки старожилам.
До слова нині єдиним джерелом історія села є розповіді старожилів села, адже про село майже немає інформації в документах, ймовірно через дуже малу кількість людей у селі.

### Походження назви села
Зі свідчень старожилів існує версія щодо назви села. З філологічного погляду зрозуміло, що село назване на честь Федора. Не зрозумілим донині залишається особа Федора, на честь якого назвали село.
Одна з таких старожителів села пані Погонець Мотрі Михайлівни тим Федором був пан Федір Горішний, який очолив кріпаків–втікачів. Посилається пані Мотря на вчителя з початкової школи ,який їм розповів цю історію на початку 30-тих років минулого століття. Цій версії можна вірити хоча б тому, що до середини ХІХ століття назва "Федорівка" не згадується ніде. А в 20-30 рр. ХІХ ст. у Подільському краї розгорнувся потужний антикріпосницький рух під проводом Устима Кармелюка. 

### Період IX-XX століття
В різні часи поселення людей в межах  сучасного села знаходилося у різних місцях з різних причин. Набіги ворогів, хвороби, природні негаразди змушували людей змінювати  місце проживання , але цікаво те, що люди завжди трималися річки  Мурафи чи її приток – Липки й Будки та будували свої хати поблизу до води.
У дослідженні краєзнавця з сусіднього села Копистирина  Дзюбенка Михайла виявилось, що село  було розміщене над річкою Мурафа у межах сучасного Копистеренського ставка, але мало иншу назву — "Камінне". Мешканці цього села стали жертвами   татарського набігу  й були змушені залишити обжите місце. Частина вцілілих  облаштували собі житла серед копів збіжжя прямо  у полі, на стерні, так постав Копистирин. Инші ж жителі вирішили ,що безпечніше буде сховатися подалі у лісах і вирушили на північ вздовж притоки Великої річки і дійшли до місця серед горбів, там росли липи (що дало назву річці — Липка). З великого горба добре проглядалася вся місцевість навколо і наближення ворогів можна було побачити здалеку. Внаслідок того, що їх ватажком Федір жителі сусіднього села Копистирин стали називати своїх сусідів "федорівці", а їх поселення Федорівка.
Роком першої писемної згадки про село слід вважати 1432 рік. Саме тоді поблизу південно-західних околиць нинішньої Федорівки на березі річки Мурафа відбулася велика битва між військом  литовського князя Федора Несвицького і  Яна Менжика — посланця короля Польщі. Несвицький, зібравши чимале військо, добре знав  де переходитимуть річку поляки. Він уникав рішучої зустрічі з противником, стомлював його партизанською війною і  терпляче підводив його до переправи. Коли половина польського війська вже переправилась на західний берег Мурафи, військо Несвицького несподівано напало на них за його наказом. Серед поляків виникла страшна паніка, вони загрузли в багнюці й затримали переправу. Ті, хто поспішав на допомогу, тонули в річці. Останок поляків врятувало те, що перед битвою польський шляхтич Кемпліч (в інших джерелах  Кемпліцький) погнав сотню коней на пошук пасовиськ десь в районі сучасних Пасинок, Носиківки. Почувши здалеку шум битви, він поспішив на допомогу полякам. Литовське військо, вважаючи, що королівське військо отримало допомогу, причому судячи з шуму кінських копит, що стрімко наближалися – велику, почало в паніці втікати, залишивши на полі брані кілька тисяч вбитими. Поляки тоді захопили в литовців 12 хоругв, які виставили на  знак перемоги в костьолі святого Станіслава в селі Мурафі.
З цієї події випливає ще одна версія походження назви нашого села. Можливо що у назві «Федорівка» увіковічнена героїчна постать князя Федора Несвицького, що завдав на нашій землі такого клопоту своїм ворогам полякам.  
Після 1434 року  Поділля було поділене між Литвою та Польщею по річці Мурафа і наша річка стала кордоном двох країн: правий берег – Польща, а лівий –Литва. На середній течії річки поставили прикордонні стовпи: польський із зображенням білого орла і литовський з Вітисом (вершником з піднятим мечем). Це сталося після того як в 1440 році Великим князем Литовським став Казимир IV, згодом після смерті польського короля Владислава(брата Казимира) він став і королем Польщі. Саме він і повернув частину Поділля Литві. Відтоді, можливо, литовці, згадуючи нашу місцину, говорили про неї як про землю «Федорівського подвигу», а може й «федорівської біди»(зважаючи на те, що немало литовців поклали тут свої голови, та й хоругви втратили, що та той час було великою ганьбою).
З плином часу прикметники федорівський, федорівська  трансформувалися у назву місцевості – Федорівка.
В  той же час суттєвий вплив на наш край мали і спустошливі набіги ординців. Починаючи з 1438 року турецько-татарські походи на Поділля стали регулярними: 1442, 1448, 1450, 1452, 1453 і т.д. Всього до Люблінської унії 1569 року було 26 набігів  кочівників. На своєму Чорному шляху вони спалювали села, а людей забирали в неволю і гнали до Криму на продаж, як худобу. Зазвичай нападники з’являлися несподівано і спочатку отаборювалися десь в безпечному затишному місці, потім розпускали територією краю дрібні загони, які грабували і полонили людей, спалювали хати і вертали до табору, а звідти вже всі гуртом з «ясиром» (полоненими) вертали до Криму.  І,на горе, їх шлях додому завжди пролягав повз наше прасело, де вони зазвичай зупинялися на перепочинок перед переправою. Неварто нагадувати які наслідки ця «зупинка» сулила нашим пращурам. Старі люди розповідають, що чули колись легенду про великий підземний хід який наші попередники вирили аж з урочища Крикова до Паданового лісу, щоб у разі небезпеки тікати з села.
В цей час в нашому краї спалахнула ще одна велика битва, що теж зафіксована у польській хроніці. Сталася вона у 1489 році. Король Польщі Казимир ІV дізнався про те , що татари в черговий раз повертаються зі здобиччю зі східного Поділля , прямуючи через Брацлавщини до Криму. І  вислав їм назустріч військо на чолі зі своїм сином Яном Альбрехтом щоб відібрати награбоване. Поляки стали піджидати татар на переправі річки Мурафа біля наймилішого місця біля поселення Копистерин (так писав польський хроніст  Мартин Бельський у «Хроніці Польщі»)
Татари, прямуючи двома загонами, невдовзі з’явилися біля села, що було на лівому березі і почали переправляти перший загін. Тут і вдарили поляки. Зав’язалася кривава битва. У цій битві полякам допомагав загін козаків. До речі повідомлення про цю подію у «Хроніці Польщі» Мартина Бельського є першою писемною згадкою про українських козаків і тому 1489 рік офіційно вважається датою появи українського козацтва.
Літописець розповідає що спочатку татари мали успіх, град їх стріл збивав польських і українських воїнів та їх коней. Однак через деякий час опір татар таки було зламано і вони мусіли втікати через болото і річку, де їх добивали. Полягло тут татарського тіла десь близько 15 тисяч. Здобич їх відібрали, бранців відпустили.
Цікавий факт, який, очевидно мав місце до цієї битви наводить  у своїх записках польський історик Кромер. Він розповідає, що перед переправою татари зупинилися у селищі біля річки, де знайшли кілька бочок  медової сити ( легкого спиртного напою із забродженого меду). П’яні татари були захоплені зненацька і майже усі перебиті. Наскільки це відповідає реальності  нині важко судити, та така інформація зафіксована в історичному документі, отож має право на існування. Ймовірно наші далекі пращури  «посприяли», хоч і пасивно, великій поразці татар.
Смію висунути версію, що битва ця відбулася десь у межах пів кілометра вниз течії від сучасної федорівської греблі, де й донині на федорівському полі височіє «Круглий горб». За переказами старожилів, той пагорб – козацький курган. У ньому знаходиться братська могила тих козаків, що полягли у бою. Бо ж відомо, що козаки мали за звичай хоронили своїх загиблих у високих могилах, що насипали шапками.
Що ж до 15 тисяч татарських тіл – то одному Богу відомо де знайшли вони свій вічний спокій. Скоріш за все в очеретяних заплавах, що нині простягаються на кілька кілометрів вздовж обох берегів річки.
Підсумовуючи  вищесказане, дозволю собі  зробити висновок , що село Федорівка засноване було десь в кінці ХІV – на початку ХV століття. Отож найбільш вірогіднішою є версія про заснування села в часи набігів ординців. Ця версія збігається з твердженням, що село було засноване в глибині лісів при потребі рятунку від нападників. На цю ж версію наштовхує і факт існування села перед переправою. Правда, ця версія не підтверджується картою місцевості, яку склав  французький інженер Боплан, подорожуючи нашою місцевістю у 1640 році. На тій карті немає села Федорівка. Але ж чи не можна допустити, що село наше було вдало захищене від чужого ока гущавиною лісу і Боплан міг просто упустити його з виду, а може воно було маленьким,  віддаленим від шляхів і він не виявив потрібним позначати його.
Що ж до назви села – то я вагаюся - який Федір увіковічнив у ньому своє ім’ я – ватажок втікачів чи литовський князь.
Кордон між Литвою та Польщею  по річці Мурафа існував протягом 135 років (від 1434 до 1569) і село на власній історії переживало усі тяготи прикордоння - суперечок і розборок різних володарів, що відбувалися на нашій землі. Саме в ці важкі часи  федорівчани змушені були залишити обжиту місцину над річкою - вже надто небезпечною вона була і  збудувати «Нове село» вглиб лісів на північ – де нині урочище Криків. Село відроджується на берегах притоки  р. Мурафа – Липки. Там воно проіснувало близько трьох століть. Село було оточене густими лісами, що самі по собі слугували захистом від нападників. Край лісу, кажуть, був десь посередині нинішнього села, на узліссі височіли вікові дуби. До речі останнього зеленого мешканця старого лісу – велетня - дуба зрізали не так вже й давно - в 2001 році під час обмерзання. 
З історії панського маєтку.
Федорівка має цікавий масив дендрофлори, що неабияк може приваблювати туристів. Створений він  на базі природного березового гаю. Звідси і походить назва його  південно - східної частини – «Березина».Історія створення парку пов’язана з історією панського маєтку.В середині ХІХ століття  село Федорівка стає власністю родини Орліковських, що переїхали сюди з Волині. Можливою причиною переїзду могла бути втеча глави родини – Михайла Орліковського від покарання за участь у заколоті польської шляхти проти російського самодержця. Заколот зазнав поразки, і Михайло тікає подалі у глушину,  купуючи маєток у його попереднього володаря - родини Кунгерів. Тут він просить селян посвідчити на його користь і представити йому алібі – повідомити поліції, що у момент заколоту він був у Федорівці. Федорівчани погодилися і у подяку пан побудував селянам нову кам’яну церкву,  приміщення однокласної церковно–приходської школи та водяний млин. Собі пан збудував розкішний будинок і навколо нього  заклав гарний парк з рідкісних порід дерев, який і нині радує людське око та визнаний памяткою парково- садового мистецтва. Часом закладки парку є середина ХІХ століття. Саджанці дерев  для нього привозили здалеку, навіть і  з-за кордону. Тут збереглося багато дерев , які не належать до української флори. Посадкою дерев, облаштуванням алей, ставка, містка, тенісного корту, альтанок  займалися місцеві селяни- кріпаки. Щоб забезпечити потребу у цеглі , поряд з парком була відкрита власна цегельня. Вона , на жаль , не збереглася, але на місці її і досі можна побачити шматки битої цегли.
Федорівську резиденцію часів Тита Михайловича Орліковського представив на двох малюнках в 1873 році відомий французький художник Наполеон Орда, який тут гостював.
На початку ХХ століття Орліковські продають свій маєток  Добровольським. Вони були останніми власниками Федорівки.
Їм довелося залишити старий будинок по причині нашестя вужів. Після того як пані побачила вужа у своєму ліжку – вона заявила панові, що їй несила більше терпіти і вона повертається  до батьків. Старий будинок розібрали і побудували новий, подалі від річки. Цікавий факт – у будинку була кінозала. Зберігся фотознімок її інтер’єру. А ще він був оснащений досконалою системою водяного опалення, яка слугує донині.
Революційні зміни у селі не були надто бурхливими. Панська сім’я, почувши про заворушення у столиці, скороспішно втекла.
Тим часом втеча пана з села була сприйнята селянами як тимчасове явище. Вони не поспішали будувати «новий світ». У селі не спостерігалося самовільного захоплення землі, нищення панського майна, вирубка дерев парку, як це було в навколишніх селах. В цьому слід завдячувати як доброті панів Добровольських, так і мудрості наших прадідів, бо  вже більше століття і парк, і панський дім, і бараки прислуги, навіть конюшні слугують людям.
Площа парку становить 11,21 га., він простягається  по обидва боки річечки – Будка, що є притокою річки Мурафи. Через Будку, ще панськими зусиллями було прокладено греблю, закладено ставок і збудовано місток, який добре зберігся. Насадження з  правого берега ставка – федорівчани власне й зовуть Парком, а з лівого – Березина. Березина має значно старіші і характерні для Подільського ландшафту насадження, які розміщені хаотично. Це може свідчити про те, що ця частина парку створена природою, а люди  лише підкоректували  «дику красу». Численні посадки різних порід є гарантією довговічного існування цієї видатної пам’ятки садово- паркового мистецтва.
Частина парку, що розміщена з правого берега, відрізняється вже  явно штучним плануванням, на ній більше 40 видів порід дерев і чагарників.
Особливо цінні породи – модрина європейська, дуб пірамідальний і червоний, дуб з клиноподібним листям, бук, кедр, ялиці, крупно - цвітна липа, ялина сибірська, сосна чорна. Вони  компактно розміщені в північно – західній – « парадній» частині парку, через яку пролягає центральна алея, що веде до панського фільварку. В’їзд до парку був обрамлений гарною аркою, яка на жаль не збереглася. Але збереглася її назва – « Біла брама». Люди й донині використовують цю назву для означення  входу до парку, який зараз обгороджений ажурною металевою огорожею, а  для пішого входу  змайстрована – хвіртка - вертушка. Біля неї донедавна височіла старезна товста осика, яку можна було  охопити  лише п’ятьом моїм одноліткам, якщо взятися за руки. Її зрізали, бо всохнувши, вона стала небезпечною. У її нижній гілці, яка була метрів десять над землею, були глибокі круглі отвори. Вони слугували кріпленням для гойдалок, на котрих колисалися молоді пани та панянки. Саме тут і знайшли холодного осіннього ранку 1851 року  юну пані Кароліну Орліковську, що не подавала ознак життя. Її смерть так і залишилася загадкою і стала ґрунтом для появи численних легенд і домислів, що донині  наче туманом огортають наш парк і лякають випадкових нічних перехожих. Це і розповіді про привид пані, яка ночами гойдається на гіллі осики, і таємничі звуки опівночі – нібито пані гукає свого коханого – простого кріпацького сина, за любов до якого була вбита з ревнощів паном - чужинцем, за якого була засватана батьком. А ще, кажуть , бачили люди біля Білої брами привид юної матері з немовлям на руках. І припускають , що то могла бути душечка юної пекарки з панської кухні, яку пан обезчестив, а потім прогнав. Нещасна знайшла вихід у самогубстві, та гріх цей непрощенний не дає упокоїтися її душі, от і ходить шукає свого кривдника.

## Пам'ятки
У селі знаходиться парк-пам'ятка садово-паркового мистецтва місцевого значення Федорівський парк.

## Персоналії
- Вільчинський Володимир Тадейович — Герой Соціалістичної Праці.